# Список депутатов Верховного Совета Казахской ССР VIII созыва
Депутаты Верховного Совета Казахской ССР VIII созыва (1971—1975). Избраны на выборах Верховного Совета Казахской ССР 13 июня 1971 года.
За кандидатов в депутаты Верховного Совета Казахской ССР [(всем избирательным округам голосовали 7 165 523 избирателя, или 99,65 процента от общего числа избирателей, принявших участие в голосовании. Против кандидатов в депутаты голосовало ? человека, или 0,15 процента от числа избирателей, участвовавших в голосовании.
В Верховный Совет Казахской ССР избрано 482 депутата, В составе избранных депутатов 241 рабочий и колхозник, или 50 процентов, 170 женщин, или 35,3 процента, 319 членов и кандидатов в члены КПСС, или 66,2 процента, 163 беспартийных, или 33,8 процента, молодежи в возрасте до 30 лет — 88 человек, или 18,3 процента, в том числе 32 члена ВЛКСМ, или 6,6 процента, 349 депутатов, или 72,4 процента, не являлись депутатами в Верховный Совет Казахской ССР седьмого созыва.

## город Алма-Ата
1. Абдрашитов, Хаким Шакирович, заведующий общим отделом ЦК КП Казахстана, Алма-Атинский — Дзержинский округ.
2. Абишев, Мубин Шакенович, командир корабля «ИЛ-13» Алма-Атинского авиаподразделения. Аэропортовский округ.
3. Бектемисов, Анет Иманакышевич, второй секретарь Алма-Атинского горкома КП Казахстана. Алма-Атинский Комсомольский округ.
4. Битный, Михаил Антонович, директор Алма-Атинского завода тяжелого машиностроения. Алма-Атинский — Советский округ.
5. Джиенбаев, Султан Сулейменович, заместитель председателя Совета Министров Казахской ССР. Горнооктябрьский округ.
6. Джолдасбеков, Умирбек Арисланович, ректор Казахского государственного университета имени С. М. Кирова. Алма-Атинский. Коммунистический округ.
7. Диордиев, Евгений Яковлевич, артист Республиканского русского театра драмы имени М. Ю. Лермонтова, Алма-Атинский северный округ.
8. Дузев, Борис Иванович, слесарь завода имени С. М. Кирова. Алма-Атинский—Ленинский округ.
9. Дуйсенов, Есен Дуйсенович, председатель исполкома Алма-Атинского городского Совета депутатов трудящихся. Вузовский округ.
10. Есенов, Шахмардан, президент Академии наук Казахской ССР. Абайский округ.
11. Казыбеков, Мустафа Тулепович, управляющий трестом «Казахтрансстрой». Алма-Атинский пригородный округ.
12. Климов, Александр Иванович, заведующий отделом легкой и пищевой промышленности ЦК КП Казахстана. Алма-Атинский привокзальный округ.
13. Клинков, Александр Филиппович, второй секретарь Алма-Атинского обкома КП Казахстана. Алма-Атинский — Калининский округ.
14. Крашенинникова, Людмила Леонидовна, первый секретарь Фрунзенского райкома КП Казахстана. Садовый округ.
15. Лошкарёва, Людмила Ивановна, ткачиха Алма-Атинского хлопчатобумажного комбината имени 50-летия Октябрьской революции. Тастакский округ.
16. Максимов, Константин Александрович, генерал-лейтенант, Майский округ.
17. Махамбетова, Раиса Таймановна, маляр СМУ-9 треста «Алмаатаотделстрой». Алма-Атинский строительный округ.
18. Молдахметов, Амангельды Базараевич, студент Казахского политехнического института имени В. И. Ленина. Алма-Атинский — Кировский округ.
19. Поляков, Александр Иванович (депутат), фрезеровщик завода имени XX лет Октября. Элеваторский округ.
20. Поцелуев-Снегин, Дмитрий Фёдорович, писатель, секретарь правления Союза писателей Казахстана. Алма-Атинский западный округ.
21. Рахмадиев, Еркегали, председатель правления Союза композиторов Казахстана, ректор Казахского государственного института искусств имени Курмангазы. Алма-Атинский — Фрунзенский округ.
22. Статенин, Андрей Григорьевич, управляющий делами ЦК КП Казахстана. Алма-Атинский — Орджонокидзевский округ.
23. Сызганов, Александр Николаевич, директор Института клинической и экспериментальной хирургии. Алма-Атинский промышленный округ.
24. Тохтарбаева, Ауес Умурзаковна, намотчица Электротехнического завода. Алма-Атинский — Октябрьский округ.
25. Тулендинова, Зиякуль, вальцовщица Алма-Атинской кондитерской фабрики. Алма-Атинский — Панфиловский округ.
26. Утешев, Джардым, машинист тепловоза локомотивного депо станции Алма-Ата-1. Алма- Атинский железнодорожный округ.

## Алма-Атинская область
1. Авсиевич, Ксения Ивановна, звеньевая колхоза «Луч Востока» Талгарского района. Бельбулакский округ.
2. Аманжолов, Аманбай, комбайнер колхоза имени XIX партсъезда Нарынкольского района. Нарынкольский округ.
3. Арыстанбеков, Хайдар Арыстанбекович, ректор Казахского сельскохозяйственного института. Жаланашский округ.
4. Атамбаев, Утешкали Дуйсенгалиевич, постоянный представитель Совета Министров Казахской ССР при Совете Министров СССР. Илийский округ.
5. Батталханов, Заманбек, председатель исполкома Талгарского районного Совета депутатов трудящихся. Фрунзенский округ.
6. Батырханова, Дина, чабан колхоза имени Ленина Уйгурского района. Чунджинский округ.
7. Бижанов, Хусаин, первый секретарь Чиликского райкома КП Казахстана. Чилийский округ.
8. Васильева, Раиса Никифоровна, звеньевая табаководческой бригады колхоза имени Ленина Энбекшиказахского района. Тургенский округ.
9. Вичкуткина, Клавдия Кузьминична, рабочая табаководческой бригады совхоза «Алма-Атинский» Талгарского района. Панфиловский округ.
10. Джусупов, Бекайдар, министр юстиции Казахской ССР. Александровский округ.
11. Елагин, Семён Дмитриевич, председатель исполкома Алма-Атинского областного Совета депутатов трудящихся. Бурундайский округ.
12. Искакова, Оразхан, рабочая табаководческой бригады совхоза «Курамский» Чиликского района. Каратурукский округ.
13. Килыбаев, Самидун, старший чабан совхоза «Бериктас» Джамбулского района. Унгуртасский округ.
14. Ким, Роза, звеньевая свекловичного звена совхоза «Рассвет» Илийского района. Жетыгенсский округ.
15. Кунаев, Динмухамед Ахмедович, член Политбюро ЦК КПСС, первый секретарь ЦК КП Казахстана. Баканасский округ.
16. Манько, Леонид Степанович, председатель колхоза «Алма-Ата» Талгарского района Талгарский округ.
17. Медеова, Сакип Молдыбековна, доярка совхоза «Алатау» Каскеленского района. Больше-алмаатинский округ.
18. Молдасанов, Жолсеит, старший чабан совхоза «Каркаринский» Кегенского района. Кегенский округ.
19. Мухамедгалиев, Фазул Мухамедгалиевич, ректор Института экспериментальной биологии Академии наук Казахской ССР, Саржаский округ.
20. Омарова, Кульпан Есимовна, доярка плодовинсовхоза «Иссык» Энбекшиказахского района. Иссыкский округ.
21. Прошина, Лидия Максимовна, оператор цеха инкубации птицесовхоза «Абайский» Каскеленского района. Ленинский округ.
22. Розахунова, Тохтихан, бригадир тракторной бригады колхоза «Эмгек» Уйгурского района. Большеаксуский округ.
23. Тлеулиев, Абдыманап, заместитель председателя КГБ при Совете Министров Казахской ССР. Новочемолганский округ.
24. Тулегенова, Бибигуль Ахметовна, солистка Казахской государственной филармонии имени Джамбула. Узынагашский округ.
25. Тюмебаев, Мухаметжан, директор Алма-Атинского винодельческого совхоза Илийского района. Комсомольский округ.
26. Четверикова, Любовь Дмитриевна, доярка совхоза «Ленинский» Каскеленского района. Каскеленский округ.

## Актюбинская область
1. Гизатулин, Мансур Каримович, первый секретарь Актюбинского горкома КП Казахстана, Актюбинский железнодорожный округ.
2. Дженалаев, Ибрагим Кинчегреевич, второй секретарь Актюбинского обкома КП Казахстана. Мугоджарский округ.
3. Жакупов, Ануар Камзинович, министр автомобильного транспорта Казахской ССР. Иргызский округ.
4. Зияев, Айтан, министр мясной и молочной промышленности Казахской ССР. Хобдинский округ.
5. Каструбин, Григорий Ионович, председатель совхоза «Передовик» Ленинского района. Ленинский округ.
6. Клипанов, Отар, директор совхоза «Жетикульский» Уилского района. Уилский округ.
7. Кубашев, Сагидулла Кубашевич, председатель исполкома Актюбинского областного Совета депутатов трудящихся. Байганинский округ.
8. Кузьминцева, Антонина Александровна, учительница Челкарской средней школы № 439 Челкарский городской округ.
9. Мишин, Иван Михайлович, первый секретарь Новороссийского райкома КП Казахстана. Новороссийский округ.
10. Оразалина, Куляш, старший чабан совхоза «Кенкиякский» Октябрьского района. Кенкиякский округ.
11. Пасько, Валентина Фёдоровна, фильтровщица, Актюбинского химкомбината имени С. М. Кирова, Алгинский округ.
12. Полуянов, Виктор Григорьевич, тракторист-машинист совхоза «Комсомольский» Комсомольского района. Комсомольский округ.
13. Попрыгина, Евдокия Михайловна, полировщица завода «Актюбинсксельмаш», Актюбинский-Калининский округ.
14. Садыкова, Кырмызы, трактористка совхоза «Тогузский» Челкарского района. Челкарский сельский округ.
15. Слажнёв, Иван Гаврилович, первый заместитель председателя Совета Министров Казахской ССР, Мартукский округ.
16. Сорокин, Ростислав Николаевич, директор ферросплавного завода имени 50-летия Октябрьской революции. Актюбинский — Ленинский округ.
17. Таманбаев, Сапаргали Ахметкалиевич, механизатор колхоза «Красный партизан» Актюбинского района. Актюбинский сельский округ.
18. Урунбасаров, Нурхужа, первый секретарь Октябрьского райкома КП Казахстана, Октябрьский округ.
19. Федулин, Александр Семёнович, председатель Государственного комитета Совета Министров Казахской ССР по кинематографии. Карабутакский округ.
20. Цымбал, Елизавета Михайловна, маляр домостроительного комбината треста «Актюбжилстрой». Актюбинский округ.

## Восточно-Казахстанская область
1. Андрианов, Юлиан Анатольевич, первый секретарь Усть-Каменогорского горкома КП Казахстана. Согринский округ.
2. Ахметов, Каркен Ахметтулинович, председатель Комитета по физической культуре и спорту при Совете Министров Казахской ССР. Усть-Каменогорский промышленный округ.
3. Баекин, Кумаркан, чабан совхоза «Алтайский» Катон-Карагайского района. Катон-Карагайский округ.
4. Берёза, Вениамин Григорьевич, министр цветной металлургии Казахской ССР. Шахтерский округ.
5. Бирюкова, Марля Максимовна, старший аппаратчик Иртышского химико-металлургического завода имени 40-летия Казахской ССР, Первомайский округ.
6. Волкова, Нина Павловна, аппаратчица Усть-Каменогорского свинцово-цинкового комбината имени В. И. Ленина. Заульбинский округ.
7. Гребенюк, Василий Андреевич, директор Лениногорского полиметаллического комбината, Горняцкий округ.
8. Груздева, Валентина Егоровна, бригадир штукатуров треста «Алтайсвинецстрой», Октябрьский округ.
9. Гулякова, Людмила Фёдоровна, электромонтажница Зыряновского участка треста «Казэлектромонтаж», Зыряновский строительный округ.
10. Дрючина, Лариса Викторовна, намотчица Усть-Каменогорского конденсаторного завода, Аблакетский округ.
11. Жданов, Агей Евгеньевич, первый заместитель министра внутренних дел Казахской ССР. Маркакольский округ.
12. Икамбаев, Ракымгазы, тракторист совхоза «Чистоярский» Самарского района. Самарский округ.
13. Каляев, Ауталиф Елтренович, бригадир катодчиков-посадчиков Усть-Каменогорского свинцово-цинкового комбината имени В. И. Ленина. Ленинский округ.
14. Камзин, Каким, тракторист-комбайнер совхоза имени XXII съезда КПСС Курчумского района. Курчумский округ.
15. Ковалёв, Павел Андреевич, секретарь Казахского совета профессиональных союзов, Предгорненский округ.
16. Койчубаев, Садык Ахметович, второй секретарь обкома КП Казахстана, Защитинский округ.
17. Лукьянова, Екатерина Ильинична, преподаватель русского языка и литературы средней школы № 5 гор. Лениногорска. Лениногорский округ.
18. Меркулов, Матвей Кузьмич, генерал-лейтенант. Зайсанский округ.
19. Михайленко, Василий Иванович, комбайнер колхоза имени Жданова Шемонаихинского района. Сугатовский округ.
20. Мусрепов, Габит Махмудович, писатель, член Союза писателей Казахстана. Шемонаихинский округ.
21. Никифоров, Михаил Валентинович, министр лесной и деревообрабатывающей промышленности Казахской ССР. Путинцевский округ.
22. Орлов, Александр Лифантьевич, старший спекальщик медеплавильного завода Иртышского полиметаллического комбината, Глубоковский округ.
23. Полянский, Павел Тимофеевич, директор совхоза «Первороссийский», гор. Серебрянск, Серебрянский округ.
24. Рахимов, Ойкен, первый секретарь Большенарымского райкома КП Казахстана. Большенарымсий округ.
25. Селина, Мария Дмитриевна, доярка совхоза «Фрунзенский» Глубоковского района. Ушаковский округ.
26. Семёнова, Валентина Николаевна, швея объединения «Рассвет». Усть-Каменогорский округ.
27. Снегирёв, Фёдор Затеевич, тракторист-комбайнер совхоза «Никольский», гор, Зыряновск, Бухтарминский округ.
28. Устименко, Евгения Егоровна, доярка колхоза имени Кирова Глубоковского района. Белоусовский округ.
29. Фазылов, Малик Сабирович, заведующий отделом науки и учебных заведений ЦК КП Казахстана. Центральный округ.
30. Фомин, Анатолий Михайлович, проходчик рудника имени XXII съезда КПСС Зыряновского свинцового комбината. Зыряновский округ.
31. Халимоненко, Валентина Андреевна, трактористка совхоза «Никитинский» Уланского района. Уланский округ.
32. Цыхмистренко, Нина Николаевна, крановщица комбината производственных предприятий треста «Лениногорсксвинецстрой». Ульбастроевский округ.
33. Шакенова, Шарипа, чабан совхоза «Карасуский» Тарбагатайского района. Тарбагатайский округ.
34. Шарабарин, Алексей Александрович, первый секретарь Таврического райкома КП Казахстана. Таврический округ.

## Гурьевская область
1. Абдирзаков, Газиз, буровой мастер Узенской геологоразведочной экспедиции. Узенский округ.
2. Абдолова, Орнай, председатель исполкома Миялинского сельского Совета депутатов трудящихся Кзылкогинского района. Кзылкогинский округ.
3. Ахметкалиев, Бактыгерей, первый секретарь Денгизского райкома КП Казахстана. Денгизский округ.
4. Гуляев, Николай Александрович, второй секретарь обкома КП Казахстана. Мангышлакский округ.
5. Есенбаева, Мадениет, оператор нефтегазодобывающего управления «Прорванефть». Кульсаринский округ.
6. Кетебаев, Камалбай, председатель Государственного планового комитета Совета Министров Казахской ССР. Гагаринский округ.
7. Кулгалиев, Избас, оператор по добыче нефтегазодобывающего управления «Доссорнефть». Макатский округ.
8. Кушеков, Унайбай Кушекович, председатель исполкома областного Совета депутатов трудящихся. Куйбышевский округ.
9. Марданова, Сауле, рыбачка рыболовецкого колхоза имени Амангельды Балыкшинского района. Балыкшинский округ.
10. Маркова, Валентина Егоровна, электромонтер Мангышлакэнергозавода, Шевченковский округ.
11. Масатов, Шортанбай, старший чабан совхоза «Бузачинский» Мангистауского района. Мангистауский округ.
12. Скорикова, Надежда Петровна, аппаратчица Гурьевского химзавода имени 50-летия Октябрьской революции. Гурьевский заводской округ.
13. Сытников, Владимир Петрович, заведующий отделом строительства и городского хозяйства ЦК КП Казахстана. Махамбетский округ.
14. Таскинбаев, Есен Таскинбаевич, первый секретарь Гурьевского горкома КП Казахстана. Гурьевский округ.
15. Тимонин, Виталий Иосифович, начальник объединения «Мангышлакнефть». Жетыбайский округ.
16. Тулесинов, Келбатыр, старший чабан совхоза «Коммунизм таны» Эмбинского района. Амангельдинский округ.
17. Тулеугалиева, Нурзила, старший чабан колхоза «Передовик» Индерского района. Индерский округ.
18. Филиппова, Вера Николаевна, главный врач Гурьевской детской инфекционной больницы. Эмбинский округ.
19. Шарманов, Турегельды Шарманович, министр здравоохранения Казахской ССР. Кировский округ.

## Джамбулская область
1. Адаменко, Галина Андреевна, председатель исполкома Чуйского районного Совета депутатов трудящихся. Новотроицкий округ.
2. Азимова, Калкен, свекловичница колхоза «Аккуль» Джамбулского района. Джамбулский округ.
3. Бактиярова, Тынышкуль, звеньевая свекловичного звена колхоза имени Кирова Свердловского района. Ровненский округ.
4. Борисов, Константин Михайлович, слесарь цеха технической кислоты Джамбулского завода двойного суперфосфата. Джамбулский — Кировский округ.
5. Вартанян, Артем Мисакович, первый заместитель председателя Совета Министров Казахской ССР. Джамбулский — Фурмановский округ.
6. Есимов, Смет, первый секретарь Луговского райкома КП Казахстана. Курагатинский округ.
7. Жапарова, Нуршай, доярка колхоза имени Джамбула Чуйского района. Ескичуйский округ.
8. Журмухамедов, Мукатай Журмухамедович, первый секретарь обкома КП Казахстана. Джувалинский округ.
9. Кожантаев, Сарсен, председатель колхоза «Трудовик» Курдайского района. Аухаттинский округ.
10. Кравчук, Василий Гордеевич, первый секретарь Курдайского райкома КП Казахстана. Курдайский округ.
11. Лихарев, Константин Иванович, второй секретарь обкома КП Казахстана. Джамбулский — Ждановский округ.
12. Махажанов, Мадиярбек, старший чабан совхоза «Уюкский» Таласского района. Таласский округ.
13. Михайлов, Фёдор Прокофьевич, редактор газеты «Казахстанская правда», Меркенский округ.
14. Морозова, Тамара Ивановна, моторист стройуправления № 3 треста «Джамбулхимстрой». Джамбулский строительный округ.
15. Нурмагамбетов, Сагадат Кожахметович, генерал-майор, Чуйский округ.
16. Омарова, Жамал, звеньевая свекловичного звена колхоза имени XXII партсъезда Меркенского района. Костоганский округ.
17. Оштаков, Мамырбай, электрослесарь Джамбулской ГРЭС. Джамбулский железнодорожный округ.
18. Питулов, Афанасий Зиновьевич, председатель исполкома областного Совета депутатов трудящихся. Свердловский округ.
19. Рогинец, Михаил Георгиевич, министр сельского хозяйства Казахской ССР. Ассинский округ.
20. Саурикова, Нурда, перетяжчица Джамбулского кожевенно-обувного комбината имени XXIII съезда КПСС. Джамбулский сахарозаводской округ.
21. Серкебаев, Ермек Бекмухамедович, солист Казахского государственного академического театра оперы и балета имени Абая. Джамбулский — Октябрьский округ.
22. Тайбагаров, Шотай, тракторист совхоза имени Фурманова Мойынкумского района. Мойынкумский округ.
23. Трунова, Светлана Николаевна, учительница средней школы имени Ломоносова Джувалинского района. Октябрьский округ.
24. Финько, Иван Афанасьевич, директор Луговского конезавода Луговского района. Луговской округ.
25. Шамжанова, Рауза, председатель президиума Казахского общества дружбы и культурной связи с зарубежными странами. Сарысуский округ.
26. Шапоренко, Любовь Мироновна, свекловичница совхоза «Коккайнарский» Курдайского района. Красногорский округ.
27. Шеин, Анатолий Иванович, директор Каратауского горнохимического комбината. Каратауский округ.

## Карагандинская область
1. Аппасова, Райхан, электрообмотчица Джезказганского горнометаллургического комбината. Джезказганский строительный округ.
2. Аубакиров, Жумаш Аубакирович, председатель областного совета профессиональных союзов. Карагандинский — Октябрьский округ.
3. Ахметжанов, Канагат, старший чабан совхоза «40 лет Казахстана» Егиндыбулакского района. Егиндыбулакский округ.
4. Ашимов, Байкен Ашимович, председатель Совета Министров Казахской ССР. Карагандинский — Кировский округ.
5. Банщикова, Маргарита Ивановна, швея-мотористка объединения «Карагандаодежда». Менделеевский округ.
6. Берденов, Мынбай, старший чабан совхоза «Сарыкенгирский» Джездинского района. Джездинский округ.
7. Болтекеев, Шакиш, табунщик совхоза имени Орджоникидзе Шетского района. Шетский округ.
8. Бондаренко, Василий Артемьевич, управляющий Казахской республиканской конторой Госбанка. Захаровский округ.
9. Варламова, София Николаевна, машинист подъёма шахты № 13. Шахтинский округ.
10. Ветцель, Валентина Дмитриевна, доярка совхоза «Победа» Ульяновского района. Ульяновский округ.
11. Виноградов, Геннадий Валентинович, начальник управления Казахской железной дороги. Темиртауский округ.
12. Давыдов, Николай Григорьевич, первый секретарь Темиртауского горкома КП Казахстана. Энергетический округ.
13. Давыскиба, Надежда Васильевна, звеньевая-овощевод совхоза «Бидаикский» Жанааркинского района. Атасуский округ.
14. Досмагамбетов, Султан Капарович, председатель исполкома областного Совета депутатов трудящихся. Балхашский округ.
15. Емельянова, Валентина Ильинична, крановщица строительного управления № 1 треста «Прибалхашстрой». Первомайский округ.
16. Жумабеков, Камза Бижанович, второй секретарь обкома КП Казахстана. Осакаровский округ.
17. Здынь, Таисия Александровна, машинист подъёма шахты № 5 Абайский строительный округ.
18. Зотова, Анна Ивановна, токарь механического цеха Балхашского горнометаллургического комбината. Маинтинский округ.
19. Иванов, Михаил Степанович, министр торговли Казахской ССР. Карагандинский — Амангельдинский округ.
20. Избасарова, Куляш, доярка совхоза «Киргизия» Каркаралинского района. Каркаралинский округ.
21. Кабылбаев, Шракбек, министр внутренних дел Казахской ССР. Каражалский округ.
22. Камалиденов, Закаш, первый секретарь ЦК ЛКСМ Казахстана. Соцгородской округ.
23. Каримов, Булат Шакирович, старший горновой Карагандинского металлургического комбината. Заводской округ.
24. Каретеп, Андрей Яковлевич, бригадир проходчиков управления «Карагандашахтопроходка» комбината «Карагандашахтострой». Карагандинский — Фурмановский округ.
25. Ким, Илья Лукич, министр финансов Казахской ССР. Агадырский округ.
26. Коркин, Александр Гаврилович, управляющий трестом «Казметаллургстрой». Пролетарский округ.
27. Кузина, Евгения Александровна, машинист подъёма шахты № 121 г. Сарань, Горняцкий округ.
28. Мустафин, Габиден, писатель, член Союза писателей Казахстана. Карагандинский заводской округ.
29. Оразалин, Аманбай, старший чабан совхоза имени Карла Маркса Жанааркинского района. Жанааркинский округ.
30. Ордабаев, Рахметулла, комбайнер совхоза «Урожайный» Нуринского района. Нуринский округ.
31. Павловская, Лариса Васильевна, врач-терапевт Карагандинской городской больницы № 4. Карагандинский — Горьковский округ.
32. Петренко, Павел Иванович, машинист электровоза Карагандинского локомотивного депо. Железнодорожный округ.
33. Пилипенко, Раиса Андреевна, телятница совхоза «Трудовой» Осакаровского района. Центральный округ.
34. Пухальская, Раиса Николаевна, рабочая Карагандинской обувной фабрики. Советский округ.
35. Пырьева, Ирина Тимофеевна, флотатор обогатительной фабрики № 38 комбината «Карагандауголь». Новотихоновский округ.
36. Рамазанова, Бижамал Рамазановна, секретарь Президиума Верховного Совета Казахской ССР. Карагандинский — Ленинский округ.
37. Рахимжанова, Фарида Фаляхутдиновна, бригадир колбасного цеха Карагандинского мясокомбината, Михайловский округ.
38. Романова, Нина Ивановна (депутат), маляр строительного управления № 1 треста «Карагандажилстрой». Карагандинский округ.
39. Садвакасов, Темеш, заведующий отделом тяжелой промышленности ЦК КП Казахстана, Кенгирский округ.
40. Саламатов, Владимир Григорьевич, первый секретарь Карагандинского горкома КП Казахстана. Карагандинский — Комсомольский округ.
41. Салыков, Какимбек, первый секретарь Джезказганского горкома КП Казахстана. Джезказганский горняцкий округ.
42. Сериков, Аскар, машинист угольного комбайна шахты № 22 имени 50-летия Октябрьской революции. Ждановский округ.
43. Сивожелезова, Эльвира Александровна, старший флотатор обогатительной фабрики Джезказганского горнометаллургического комбината. Дворцовый округ.
44. Ситько, Александр Тимофеевич, министр геологии Казахской ССР. Саранский округ.
45. Сокольский, Дмитрий Владимирович, вице-президент Академии наук Казахской ССР. Новогородский округ.
46. Сухаршок, Анна Семёновна, машинист угольных мельниц Карагандинского цементного завода. Тельманский округ.
47. Танкибаев, Жанша Абилгалиевич, начальник главного управления Совета Министров Казахской ССР по материально-техническому снабжению. Горбачевский округ.
48. Тишина, Зоя Васильевна, флотатор медной фабрики Балхашского горнометаллургического комбината. Саякский округ.
49. Троценко, Зинаида Павловна, начальник Центрального статистического управления при Совете Министров Казахской ССР. Комсомольский округ.
50. Трухин, Пётр Михайлович, начальник комбината «Карагандауголь». Абайский округ.
51. Тулепов, Нарманбет Оспанович, председатель исполкома Карагандинского городского Совета депутатов трудящихся. Майкудукский округ.
52. Тулинов, Александр Васильевич, управляющий делами Совета Министров Казахской ССР. Шаханский округ.
53. Халанская, Антонина Александровна, бригадир бетонщиков строительного управления «Фундаментстрой» треста «Казмедьстрой». Джезказганский округ.
54. Чуркин, Юрий Иванович, бригадир комсомольско-молодежной бригады шахты имени Костенко. Новомайкудукский округ.
55. Шайдаров, Жаманкул, первый секретарь Актогайского райкома КП Казахстана. Актогайский округ.
56. Шумаева, Мария Антоновна, птичница Курминской птицефабрики Тельманского района. Курминский округ.

## Кзыл-Ординская область
1. Акжигитов, Турекул, старший чабан колхоза «Кзыл ту» Казалинского района. Новоказалинский округ.
2. Апрезов, Несыпбай, звеньевой совхоза «Енбек» Джалагашского района. Джалагашский округ.
3. Ауезова, Кулжан, доярка колхоза имени Джамбула Сырдарьинского района. Сырдарьинский округ.
4. Бакиров, Шаймерден Бакирович, председатель исполкома областного Совета депутатов трудящихся. Кармакчинский округ.
5. Баймбетов, Орынбасар Бимбетович, первый секретарь Чиилийского райкома КП Казахстана. Чиилийский округ.
6. Есетов, Такей Есетович, первый секретарь Аральского райкома КП Казахстана. Аральский городской округ.
7. Жалгасбаева, Райкуль, звеньевая совхоза «Теренозекский» Теренозенекого района. Теренозекский округ.
8. Исмаилов, Азимхан, председатель колхоза имени Ленина Чиилийского района. Байгекумский округ.
9. Карабекова, Патсайы, фасовщица комбината «Аральсульфат». Аральский сельский округ.
10. Ковалёв, Владимир Георгиевич, первый секретарь Кзыл-Ординского горкома КП Казахстана. Кзыл-Ординский железнодорожный округ.
11. Носова, Анна Михайловна, закройщица цеха Кзыл-Ординской обувной фабрики. Кзыл-Ординский центральный округ.
12. Танекеев, Сайдалим Нысанбаевич, второй секретарь обкома КП Казахстана. Казалинский округ.
13. Усенбаева, Камар Сахиевна, звеньевая совхоза «Задарьинский» Яныкурганского района. Яныкурганский округ.
14. Утегалиев, Исхак Махмудович, министр рыбного хозяйства Казахской ССР. Куландинский округ.
15. Чернышёв, Александр Иванович, министр коммунального хозяйства Казахской ССР. Кзыл-Ординский — Придарьинский округ.

## Кокчетавская область
1. Амиров, Айтым Уалиевич, первый секретарь Валихановского райкома КП Казахстана. Валихановский округ.
2. Аукеев, Тюлеген, тракторист совхоза «Восточный» Энбекшильдерского района. Энбекшильдерский округ.
3. Бабенко, Николай Дмитриевич, механизатор совхоза «Шалкарский» Володарского района. Сырымбетский округ.
4. Батырбеков, Оразай Батырбекович, заведующий отделом организационно-партийной работы ЦК КП Казахстана. Володарский округ.
5. Бороздун, Николай Федотович, машинист локомотивного депо ст. Курорт-Боровое, Щучинский городской округ.
6. Загорский, Василий Никанорович, второй секретарь обкома КП Казахстана. Чкаловский округ.
7. Исмаганбетов, Суюндук Маненович, шофер-комбайнер совхоза «Червонный» Куйбышевского района. Куйбышевский округ.
8. Кардоватова, Галина Ксенофонтьевна, доярка совхоза имени Дзержинского Арыкбалыкского района. Арыкбалыкский округ.
9. Кадралин, Есильбай Талкеевич, механизатор совхоза «50 лет комсомола» Кзылтуского района. Кзылтуский округ.
10. Кириченко, Вера Ивановна, доярка совхоза «Пухальский» Зерендинского района. Зерендинский округ.
11. Коспакова, Дина Ахметовна, учительница Киндик-Карагайской средней школы Щучинского района. Щучинский сельский округ.
12. Кузнецов, Николай Алексеевич (лётчик), начальник Казахского управления гражданской авиации. Степнякский округ.
13. Куленова, Азина, доярка совхоза имени. С. Сейфуллина Кокчетавского района. Красноярский округ.
14. Левандовский, Антон Генрихович, директор совхоза «Берлинский» Рузаевского района. Рузаевский округ.
15. Лесков, Степан Кириллович, бригадир тракторно-полеводческой бригады совхоза «Бостандыкский» Ленинградского района. Ленинградский округ.
16. Лиховидов, Фёдор Фёдорович, первый секретарь Кокчетавского горкома КП Казахстана. Кокчетавский округ.
17. Мусин, Курган Нурханович, министр сельского строительства Казахской ССР. Чистопольский округ.
18. Никулин, Анатолий Родионович, председатель исполкома областного Совета депутатов трудящихся. Виноградовский округ.
19. Носова, Зоя Дмитриевна, строгальшица Кокчетавского механического завода. Кокчетавский — Кировский округ.
20. Савенко, Татьяна Гавриловна, бригадир маляров треста «Кокчетавстрой». Кокчетавский — Комсомольский округ.
21. Середняк, Зоя Андреяновна, фрезеровщица Таинчинского мотороремонтного завода. Красноарменский округ.
22. Часовникова, Ариадна Леонидовна, заместитель председателя Президиума Верховного Совета Казахской ССР. Боровской округ.
23. Шек, Зинаида Тимофеевна, доярка колхоза имени Чапаева Келлеровского района. Келлеровский округ.

## Кустанайская область
1. Андрианова, Лидия Николаевна, старшая аппаратчица Кустанайского завода химического волокна. Кустанайский — Куйбышевский округ.
2. Байкенов, Нурлы Байкенович, военный комиссар Казахской ССР. Рудный — Тобольский округ.
3. Батуров, Тимофей Иванович, министр энергетики и электрификации Казахской ССР. Урицкий округ.
4. Баяхметов, Темирбек, старший чабан совхоза «Первая семилетка» Наурзумското района. Наурзумский округ.
5. Бекк, Раиса Михайловна, газоэлектросварщик СУ «Горжилстрой» треста «Соколоврудстрой». Рудный индустриальный округ.
6. Белова, Тамара Васильевна, доярка совхоза «Аршалинский» Орджоникидзевского района. Орджоникидзевский округ.
7. Белякова, Лидия Андреевна, врач-терапевт областной больницы имени В. И. Ленина. Кустанайский — Джамбулский округ.
8. Горбенко, Иван Акакиевич, первый секретарь Федоровского райкома КП Казахстана. Федоровский округ.
9. Дядик, Николай Моисеевич, директор областной сельскохозяйственной опытной станции, Затобольский округ.
10. Жаныбеков, Шангерей, первый секретарь Кустанайского горкома КП Казахстана. Кустанайский — Ленинский округ.
11. Жанабилев, Жамантай, председатель исполкома Тарановского районного Совета депутатов трудящихся. Апановский округ.
12. Жуков, Леонид Георгиевич, заведующий отделом транспорта и связи ЦК КП Казахстана. Камышнинский округ.
13. Казанцев, Пётр Васильевич, машинист экскаватора Соколовского рудоуправления Соколовско-Сарбайского горно-обогатительного комбината. Рудный округ.
14. Каликов, Аманжол, председатель партийной комиссии ЦК КП Казахстана. Семиозерный округ.
15. Калинина, Мария Ивановна, токарь совхоза «Шевченковский» Джетыгаринскего района. Джетыгаринский сельский округ.
16. Козыбаев, Оразалы Абилович, второй секретарь обкома КП Казахстана. Боровской округ.
17. Лапицкая, Валентина Александровна, тракторист совхоза «Баканский» Карасуского района. Карасуский округ.
18. Михайловский, Вениамин Николаевич, электрик Кустанайского авторемонтного завода. Кустанайский — Калининский округ.
19. Моторико, Михаил Георгиевич, заместитель председатель Совета Министров Казахской ССР. Рудный — Павловский округ.
20. Папета, Иван Евтеевич, первый секретарь Кустанайского райкома КП Казахстана. Кустанайский сельский округ.
21. Паримбетов, Беркимбай Паримбетович, министр промышленности строительных материалов Казахской ССР. Кустанайский — Бауманский округ.
22. Перевозный, Александр Григорьевич, директор совхоза «Костряковский» Федоровского района. Пешковский округ.
23. Пискунов, Владимир Фёдорович, директор Джетыгаринского горно-обогатительного комбината. Джетыгаринский округ.
24. Пономарёв, Николай Александрович, председатель исполкома Кустанайского областного Совета депутатов трудящихся. Карабалыкский округ.
25. Раимбаева, Камиля Ахметжановна, доярка совхоза «Победа» Комсомольского района. Комсомольский округ.
26. Сусло, Мария Васильевна, бригадир комплексной бригады штукатуров-маляров строительного управления «Отделстрой» треста «Лисаковрудстрой». Лисаковский округ.
27. Тацких, Анна Тимофеевна, доярка совхоза «Владимировский» Кустанайского района. Убаганский округ.
28. Тершуков, Анатолий Ильич, бригадир тракторной бригады совхоза «Борковский» Боровского района. Ломоносовский округ.
29. Тулегенов, Тараш, тракторист совхоза «Тагильский комсомолец» Урицкого района. Барвиновский округ.
30. Усебаев, Кенесбай, председатель Госкомитета Совета Министров Казахской ССР по телевидению и радиовещанию. Ленинский округ.
31. Шарипова, Шакен Майкеновна, доярка совхоза «Бауманский» Ленинского района. Пресногорьковский округ.
32. Шевченко, Николай Григорьевич (депутат), механизатор совхоза «Рассвет» Тарановского района. Тарановский округ.
33. Шкабарёв, Николай Григорьевич, механизатор совхоза «Диевский» Семиозерного района. Сулыкольский округ.

## Павлодарская область
1. Аасмяэ, Тамара Егоровна, штукатур-маляр Керегетасского рудника комбината «Майкаинзолото», Майкаинский округ.
2. Алыбаев, Арипбай Алыбаевич, председатель исполкома областного Совета депутатов трудящихся. Иртышский округ.
3. Аргинбаев, Шахан, старший чабан совхоза «Ермаковский» Ермаковского района. Ленинский округ.
4. Баюк, Илья Иосифович, первый секретарь Успенского райкома КП Казахстана. Успенский округ.
5. Билялов, Калий, заместитель председателя Совета Министров Казахской ССР. Павлодарский строительный округ.
6. Быстров, Иван Александрович, председатель Государственного комитета Совета Министров Казахской ССР по делам строительства. Качирский округ.
7. Воронова, Нина Семёновна, машинист питательных насосов Ермаковской ГРЭС. Ермаковский округ.
8. Голицын, Алексей Васильевич, директор совхоза «Чернорецкий» Павлодарского района. Чернорецкий округ.
9. Гонг, Григорий Никифорович, тракторист-комбайнер совхоза «Новоивановский» Иртышского района. Суворовский округ.
10. Декасова, Галина Михайловна, доярка совхоза «Озерный» Железинского района. Михайловский округ.
11. Джандарбекова, Шолпан, артистка Казахского академического театра имени Ауэзова. Баянаульский округ.
12. Долгих, Галина Афанасьевна, доярка колхоза имени Кирова Качирского района. Федоровский округ.
13. Дордюк, Гаврил Михайлович, машинист экскаватора угольного разреза № 1 комбината «Экибастузуголь». Экибастузский горный округ.
14. Исиналиев, Михаил Иванович, заведующий отделом культуры ЦК КП Казахстана. Краснокутский округ.
15. Каирбаев, Махмет, второй секретарь обкома КП Казахстана. Лебяжинский округ.
16. Кузьмицкий, Виктор Степанович, директор Павлодарского тракторного завода. Тракторо-заводской округ.
17. Кусаинов, Кайыркен Нуркасимович, старшим чабан совхоза «Кызылкураминский» Майского района. Майский округ.
18. Мадибекова, Зейнеп Нурсипатовна, бригадир консервного цеха Павлодарского заводя молочных консервов. Павлодарский центральный округ.
19. Макеев, Михаил Матвеевич, первый секретарь Павлодарского горкома КП Казахстана. Павлодарский — Советский округ.
20. Оржеховский, Эдуард Иосифович, министр строительства предприятий тяжелой индустрии Казахской ССР. Экибастузский округ.
21. Платонова, Татьяна Егоровна, швея Щербактинской швейной фабрики. Щербактинский округ.
22. Свищева, Надежда Ильинична, врач-терапевт Павлодарской городской поликлиники № 2. Павлодарский береговой округ.
23. Спанов, Абдуали, первый заместитель министра сельского хозяйства Казахской ССР. Железинский округ.
24. Суров, Юрий Иванович, машинист тепловоза Павлодарского локомотивного депо. Павлодарский железнодорожный округ.
25. Сыздыкова, Эльвира Фридриховна, доярка совхоза № 409 Павлодарского района. Павлодарский сельский округ.

## Северо-Казахстанская область
1. Акст, Эмилия Фёдоровна, доярка колхоза «Победа» Пресновского района. Пресновский округ.
2. Бабикова, Рыспа Касеновна, доярка «Чистовский» Булаевского района. Булаевский округ.
3. Болатбаев, Нель Адгамович, председатель исполкома областного Совета депутатов трудящихся. Возвышенский округ.
4. Даиров, Музаппар Даирович, министр заготовок Казахской ССР. Конюховский округ.
5. Десятов, Василий Александрович, токарь Петропавловского машиностроительного завода. Промышленный округ.
6. Иванова, Надежда Ивановна, телятница колхоза «Заря коммунизма» Соколовского района. Соколовский округ.
7. Искаков, Жаксылык Габдуллинович, первый секретарь Сергеевского райкома КП Казахстана. Октябрьский округ.
8. Канапин, Кахар, директор совхоза «Украинский» Джамбулского района. Джамбулский округ.
9. Колебаев, Алексей Семёнович, секретарь ПК КП Казахстана Петропавловский центральный округ.
10. Космынина, Анастасия Петровна, маляр СМУ-3 треста «Петропавловскстрой». Петропавловский железнодорожный округ.
11. Кох, Татьяна Фёдоровна, телятница совхоза «Образцовый» Ленинского района. Явленский округ.
12. Лосев, Константин Семёнович, второй секретарь обкома КП Казахстана. Петропавловский привокзальный округ.
13. Манко, Нина Васильевна, револьверщица Петропавловского завода исполнительных механизмов. Петропавловский заводской округ.
14. Михайлова, Зинаида Андреевна, главный врач Советского райтубдиспансера. Советский округ.
15. Муканов, Сабит, писатель. Тарангульский округ.
16. Наумецкий, Пётр Семёнович, министр местной промышленности Казахской ССР. Киялинский округ.
17. Рыжанушкина, Любовь Ивановна, телятница совхоза «Мичуринский» Тимирязевского района. Тимирязевский округ.
18. Сутюшев, Мидхат Усманович, директор Петропавловского завода имени Кирова. Подгорный округ.
19. Телюк, Пётр Захарович, первый секретарь Бишкульского райкома КП Казахстана. Ждановский округ.
20. Шатохин, Виктор Фёдорович, бригадир комплексной бригады совхоза «Становский» Мамлютского района Мамлютский округ.
21. Шунин, Иван Иванович, тракторист-комбайнер совхоза «Ступинский» Сергеевского района. Сергеевский округ.

## Семипалатинская область
1. Адамгалиева, Маркен Адамгалиевна, заведующая учебной частью Семиярской школы-интерната Бескарагайского района. Семеновский округ.
2. Алимжанов, Ануарбек Турлыбекович, первый секретарь правления Союза писателей Казахстана. Семипалатинский — Комсомольский округ.
3. Бузулевич, Вера Ивановна, швея Семипалатинской швейкой фирмы «Большевичка». Семипалатинский береговой округ.
4. Бультрикова, Балжан Бультриковна, министр просвещения Казахской ССР. Семипалатинский заводозатонский округ.
5. Бурлаков, Юрий Михайлович, заведующий сельхозотделом ЦК КП Казахстана. Акжалский округ.
6. Глущенко, Зинаида Петровна, доярка колхоза имени газеты «Казахстанская правда» Жанасемейского района. Жанасемейский округ.
7. Гордиенко, Иван Семёнович, машинист тепловоза Аягузского локомотивного дело. Аягузский городской округ.
8. Ерёменко, Василий Васильевич, председатель колхоза имени Ленина Новошульбинского района Новошульбинский округ.
9. Ерёмин, Юрий Николаевич, машинист экскаватора рудника «Бакырчик». Чарский округ.
10. Каирханов, Кавир, директор совхоза имени Тельмана Абайского района. Абайский округ.
11. Кашаганов, Екейбай, председатель исполкома областного Совета депутатов трудящихся. Семипалатинский привокзальный округ.
12. Кербетова, Нурсия, телятница колхоза «Красный партизан» Маканчинского района. Маканчинский округ.
13. Койшибаев, Жумабек, председатель исполкома Семипалатинского городского Совета депутатом трудящихся. Семипалатинский центральный округ.
14. Лосева, Зоя Сергеевна, первый секретарь Семипалатинского горкома КП Казахстана. Семипалатинский левобережный округ.
15. Мелешко, Михаил Дмитриевич, первый секретарь Бородулихинского райкома КП Казахстана. Бородулихинский округ.
16. Мельник, Григорий Андреевич, председатель Государственного комитета лесного хозяйства Казахской ССР. Бескарагайский округ.
17. Мухамбетов, Айсагалий Абылкасымович, второй секретарь обкома КП Казахстана. Иртышский округ.
18. Небылица, Зоя Фёдоровна, свинарка совхоза «Тас-Булак» Урджарского района. Некрасовский округ.
19. Олжаев, Адильбек, старший чабан имени XX партсъезда Урджарского района. Урджарский округ.
20. Смаилов, Манен, старший скотник «Ульгули-Малши» Кокпектинского района. Кокпектинский округ.
21. Увалиева, Бакытжамал Тайтолеуовна, сортировщица Семипалатинской фабрики первичной обработки шерсти. Семипалатинский — Калининский округ.
22. Умирбеков, Тилеукабыл, старший чабан совхоза имени М. И. Калинина Чубартауского района. Чубартауский округ.
23. Хасенов, Ербосын Хасенович, председатель правления Казпотребсоюза. Аксуатский округ.
24. Чернова, Валентина Сидоровна, станочница комбината сборного железобетона № 3 треста «Семипалатинскжилгражданстрой». Семипалатинский — железнодорожный округ.
25. Шакерова, Айгаша, скотница совхоза «Тансыкский» Аягузского района. Аягузский сельский округ.
26. Шарапов, Василий Михайлович, генерал-лейтенант. Жарминский округ.

## Талды-Курганская область
1. Абдолдинов, Тулеген, старший чабан колхоза «30 лет Казахской ССР». Андреевского района. Дзержинский округ.
2. Алыбаев, Токтарбек, тракторист совхоза «Дынгекский» Аксуского района. Аксуский округ.
3. Андреев, Александр Петрович (генерал-полковник), генерал-лейтенант. Талды-Курганский южный округ.
4. Багаев, Узак, редактор газеты «Социалистик Казахстан». Еркинский округ.
5. Белалов, Имир Марупович, председатель колхоза имени Калинина Панфиловского района. Брликский округ.
6. Бейсенова, Енлик, звеньевая колхоза имени Крупской Талды-Курганского района. Сахарозаводской округ.
7. Брагин, Александр Константинович (депутат), первый секретарь Гвардейского райкома КП Казахстана. Кугалинский округ.
8. Брянцева, Софья Андреевна, швея швейной фабрики имени XXII съезда КПСС. Талды-Курганский северный округ.
9. Власов, Василий Григорьевич (депутат), бригадир проходчиков рудника Текели. Текелийский округ.
10. Евсенёв, Иван Петрович, второй секретарь обкома КП Казахстана Алакульский округ.
11. Жакеева, Бибижамал Бекбулатовна, доярка колхоза имени Абая Капальского района. Капальский округ.
12. Жаксыбекова, Канышайм, доярка совхоза «Коммунизм» Алакульского района. Бескольский округ.
13. Завгородний, Фёдор Петрович, председатель исполкома областного Совета депутатов трудящихся. Андреевский округ.
14. Ибрагимов, Вагиз Галимович, министр легкой промышленности Казахской ССР. Талды-Курганский округ.
15. Иванов, Семён Иванович, тракторист-комбайнер колхоза имени Ленина Саркандского района. Черкасский округ.
16. Махметов, Турсын, первый секретарь Кировского райкома КП Казахстана. Кировский округ.
17. Нусипбаева, Кульбаршин Мухатаевна, трактористка совхоза «Карачок» Гвардейского района. Сарыозекский округ.
18. Оленбаева, Рысалды Абигалиевна, звеньевая совхоза «Коктальский» Панфиловского района. Октябрьский округ.
19. Омарова, Зауре Садвакасовна, министр социального обеспечения Казахской ССР. Уштобинский округ.
20. Севрюков, Василий Кузьмич, секретарь ЦК КП Казахстана. Панфиловский городской округ.
21. Татаренко, Лидия Михайловна, слесарь-сатуратчик Талды-Курганского сахарного завода Чубарский округ.
22. Тультекенов, Тлеу, старший чабан совхоза «Аманбуктерский» Саркандского района. Саркандский округ.
23. Шин, Вера Васильевна, звеньевая совхоза «Уштобинский» Каратальского района. Каратальский округ.

## Тургайская область
1. Голубенко, Виктор Михайлович, второй секретарь обкома КП Казахстана. Аркалыкский сельский округ.
2. Жаксыбаев, Журсун Маханович, помощник машиниста экскаватора Тургайского бокситового рудоуправления. Аркалыкский округ.
3. Ильин, Михаил Иванович, заместитель председателя Совета Министров Казахской ССР. Есильский округ.
4. Испулов, Каирбай, первый секретарь Амангельдинского райкома КП Казахстана. Амангельдинский округ.
5. Конкабаев, Ансаган, старший чабан совхоза «Аккульский» Джангильдинского района. Джангильдинский округ.
6. Кусаинов, Сакан, первый секретарь обкома КП Казахстана. Октябрьский округ.
7. Правда, Мария Антоновна, шофер областной сельскохозяйственной опытной станция. Целинный округ.
8. Серова, Елена Андреевна, доярка совхоза «Калининский» Жаксынского района. Жаксынский округ.
9. Трофимов, Юрий Николаевич, председатель исполкома областного Совета депутатов трудящихся. Державинский округ.

## Уральская область
1. Азаматова, Марфуга, старший чабан совхоза «Урдинский» Джаныбенского района. Джаныбекский округ.
2. Амангалиев, Магзом, старший скотник совхоза «Каратобинский» Каратобинского района. Каратобинский округ.
3. Бузынник, Нина Васильевна, доярка колхоза имени Чапаева Теректинского района. Теректинский округ.
4. Владимирова, Евгения Павловна, электромонтажница машиностроительного завода имени К. Е Ворошилова. Ленинский округ.
5. Гончаров, Леонид Борисович, министр автомобильных дорог Казахской ССР. Джамбейтинский округ.
6. Давлетжанова, Сания Медхатовна, заместитель главного врача Чингирлауской районной больницы. Чингирлауский округ.
7. Заграничная, Валентина Ивановна, бригадир слесарей-сборщиков Уральского ремонтного завода имени 90-летия Октябрьской революции. Заводской округ.
8. Мамаева, Райхан, трактористка совхоза «Есенсайский» Тайпакского района. Тайпакский округ.
9. Мендалиев, Кенжебек, первый секретарь Фурмановского райкома КП Казахстана. Фурмановский округ.
10. Мишин, Константин Яковлевич, тракторист колхоза «Рассвет» Приурального района. Приуральный округ.
11. Ниязов, Тургай, директор совхоза "Первомайский Чапаевского района. Чапаевский округ.
12. Погорелов, Анатолий Николаевич, председатель исполкома Уральского городского Совета депутатов трудящихся. Пушкинский округ.
13. Подъяблонский, Виктор Ильич, председатель исполкома областного Совета депутатов трудящихся. Каменский округ.
14. Рыскалиев, Кенжегалий, штукатур строительного управления «Химмашстрой» треста «Уральскпромстрой». Центральный округ.
15. Салтыбаев, Сакен Абильгазиевич, заведующий отделом торговли, плановых и финансовых органов ЦК КП Казахстана. Зеленовский округ.
16. Самосудова, Анна Петровна, свинарка колхоза «Победа» Бурлинского района. Бурлинский округ.
17. Тумарбеков, Ахмет, заместитель министра внутренних дел Казахской ССР. Казахстанский округ.
18. Усов, Михаил Иванович, второй секретарь обкоме КП Казахстана. Казталовский округ.
19. Шеффер, Анатолий Павлович, министр пищевой промышленности Казахской ССР. Железнодорожный округ.

## Целиноградская область
1. Айнабеков, Алькен Закаринович, председатель исполкома Макинского районного Совета депутатов трудящихся. Калининский округ.
2. Айманов, Кенжалы, министр высшего и среднего специального образования Казахской ССР. Целиноградский вокзальный округ.
3. Бараев, Александр Иванович, директор Всесоюзного научно-исследовательского института зернового хозяйства. Жолымбетский округ.
4. Батраков, Алексей Семёнович, председатель республиканского объединения «Казсельхозтехника». Ерментауский округ.
5. Буранбаев, Ербай, первый заместитель начальника Казахской железкой дороги. Атбасарский городской округ.
6. Валиев, Фарид Бадрутдинович, первый секретарь Алексеевского райкома КП Казахстана Алексеевский округ.
7. Гладких, Ермило Николаевич, бригадир слесарей-монтажников завода «Казахсельмаш». Целиноградский северный округ.
8. Джулмухамедов, Аблайхан Касымович, второй секретарь обкома КП Казахстана. Краснознаменский округ.
9. Евтушенко, Раиса Фёдоровна, доярка совхоза «Кзылжарский» Астраханского района. Полутенский округ.
10. Елемесов, Совет Джусупбекович, шофер колхоза «Красная заря» Атбасарского района. Атбасарский сельский округ.
11. Киреев, Андрей Иванович, комбайнер совхоза «Константиновский» Вишневского района. Вишневский округ.
12. Князев, Николай Трифонович, первый секретарь Астраханского райкома КП Казахстана. Астраханский округ.
13. Коврижкина, Анна Филипповна, формовщица литейного цеха завода «Целиноградсельмаш». Целиноградский заводской округ.
14. Леухина, Антонина Владимировна, доярка племсовхоза «Новоникольский» Балхашского района. Балкашинский округ.
15. Месяц, Валентин Карпович, второй секретарь ЦК КП Казахстана. Шортандинский округ.
16. Нургалиев, Жамбулат, скотник совхоза «Новомарковсхий» Ерментаусхого района. Фрунзенский округ.
17. Оразбеков, Амантай, чабан совхоза «Талдысайский» Кургальджинского района. Кургальджинский округ.
18. Павлов, Тимофей Фёдорович, первый секретарь Целиноградского горкома КП Казахстана. Целиноградский кооперативный округ.
19. Плаксина, Екатерина Ивановна, Бригадир молочнотоварной фермы совхоза «Воздвиженский» Целиноградского района. Новоишимский округ.
20. Светличная, Любовь Ивановна, токарь Макинского машиностроительного завода им. Ленина. Макинский округ.
21. Сеитов, Утеген Сеитович, прокурор Казахской ССР. Целиноградский Центральный округ.
22. Скурихина, Татьяна Ивановна, маляр строительно-монтажного поезда № 24 треста «Целинтрансстрой». Целиноградский восточный округ.
23. Соколова, Тамара Васильевна, доярка совхоза «Карабулакский» Алексеевского района. Аксуский округ.
24. Суровцева, Екатерина Тимофеевна, машинист питательных насосов Целиноградской ТЭЦ. Целиноградский железнодорожный округ.
25. Таукенов, Касым Аппасович, директор совхоза «Челкарский» Целиноградского района. Целиноградский сельский округ.
26. Шаяхметов, Рахимжан Омарович, председатель исполкома областного Совета депутатов трудящихся. Сандыктауский округ.

## Чимкентская область
1. Абдуллаев, Сман, звеньевой комплексно-механизированного хлопководческого звена совхоза им. Карла Маркса Сарыагачского района. Карл-Марксский округ.
2. Ажитаев, Куттыбай, старший чабан совхоза «Балтакульский» Кзылкумского района. Кзылкумский округ.
3. Айтымбетова, Айсара, старшая доярка колхоза имени Сейфуллина Ленгерского района. Георгиевский округ.
4. Аккузов, Абуталип Султанович, старший осмотрщик вагонов Арысского вагонного депо. Арысский округ.
5. Амирбекова, Калдыкыз, бригадир колхоза «Ленин жолы» Пахтааральского района. Славянский округ.
6. Аттапова, Анжирай, механизатор колхоза им. Кирова Сайрамского района. Беловодский округ.
7. Бабарыко, Марфа Николаевна, доярка колхоза имени Амангельды Тюлькубасского района. Вознесенский округ.
8. Бабин, Михаил Иванович, первый секретарь Сайрамского райкома КП Казахстана. Сайрамский округ.
9. Базарбаев, Муслим Базарбаевич, министр культуры Казахской ССР. Балыкшинский округ.
10. Батыралиева, Жаксыкул, звеньевая комплексно-механизированного хлопковоческого звена совхоза им. Спатаева Бугунского района. Бугунский округ.
11. Блохинский, Сергей Николаевич, токарь-расточник Чимкентского завода прессов-автоматов. Чимкентский центральный округ.
12. Гриценко, Валентина Николаевна, машинист грейферных кранов Чимкентского цементного завода им. Ленина. Чимкентский железнодорожный округ.
13. Гукасов, Эрик Христофорович, начальник Главрисосовхозстроя. Туркестанский сельский округ.
14. Джолдыбаева, Кенжегул, директор средней школы им. Жданова Ленинского района. Фогелевский округ.
15. Дильдебеков, Шаблан, директор совхоза «Большевик» Кировского района. Кировский округ. Туркестанский сельский округ.
16. Дроздова, Тамара Николаевна, тростильщица Чимкентского хлопчатобумажного комбината. Чимкентский — Амангельдинский округ.
17. Елибаев, Абдуразак Алтынбаевич, министр связи Казахской ССР Джетысайский округ.
18. Земцова, Тамара Георгиевна, оператор Туркестанского завода железобетонных изделий. Туркестанский железнодорожный округ.
19. Искаков, Кошербай, первый секретарь Кировского КП Казахстана. Первомайский округ.
20. Исмаилов, Нуртаза, первый секретарь Алгабасского райкома КП Казахстана, Алгабасский округ.
21. Камалов, Нурмахан, забойщик рудника «Миргалимсай» Ачисайского полиметаллического комбината. Кентауский округ.
22. Канцеляристов, Пётр Семёнович, председатель Комитета народного контроля Казахской ССР. Ленгерский округ.
23. Касымканов, Аубакир Касымканович, председатель Государственного комитета Совета Министров Казахской ССР по использованию трудовых ресурсов Октябрьский округ.
24. Каткасова, Нина Митрофановна, старшая аппаратчица Чимкентского завода Фосфорных солей. Чимкентский Комсомольский округ.
25. Конакбаев, Каскатай Досович, министр бытового обслуживания населения Казахской ССР. Сарыагачский округ.
26. Кошкинов, Каратай, директор совхоза им. Калинина Сузакского района. Сузакский округ.
27. Кузнецов, Георгий Григорьевич, бригадир комплексной бригады рудника «Западный». Ачисайский округ.
28. Мамбетов, Даулет, бригадир тракторной бригады совхоза имени Ленина Джетысайского района. Интернациональный округ.
29. Мынбаев, Каир Ердембаевич, председатель Верховного суда Казахской ССР. Карабулакский округ.
30. Мынбаев, Максут, старший чабан совхоза «Красная нива» Алгабасского района. Глинковский округ.
31. Ниязбеков, Сабир Билялович, председатель Президиума Верховного Совета Казахской ССР. Манкентский округ.
32. Оспанбекова, Айша, доярка колхоза «Красный Восток» Сарыагачского района. Тоболинский округ.
33. Плотников, Андрей Павлович, заведующий отделом пропаганды и агитации ЦК КП Казахстана. Караспанский округ.
34. Рамазанов, Аманулла Габдуллаевич, второй секретарь обкома КП Казахстана. Ленинский округ.
35. Самбеталиев, Ордабек, звеньевой—овощевод совхоза им. XXI партсъезда Бугуаского района. Тельманский округ.
36. Сарсембаев, Султан Момынович, министр мелиорации и водного хозяйства Казахской ССР. Абайский округ.
37. Тажигулова, Мархаба, рабочая совхоза «Клесский» Келесского района. Келесский округ.
38. Терещенко, Александр Иванович, председатель колхоза «Победа» Тюлькубасского района. Ванновский округ.
39. Третьякова, Анастасия Семёновна, бригадир свинофермы совхоза «Пахтаарал» Пахтааральского района. Пахтааральский округ.
40. Трифонова, Раиса Николаевна, электросварщица ремотно-механической мастерской управления «Чардарастрой». Чардаринский округ.
41. Туркова, Тамара Ивановна, бригадир штукатуров строительного управления «Свинецстрой» треста «Чимкентпромстрой». Чимкентский — Бадамский округ.
42. Тыныбаев, Джумарт Буланович, первый секретарь Чимкентского горкома КП Казахстана. Чимкентский — Коммунистический округ.
43. Хаятова, Махпират, хлопкосборщица колхоза «Победа» Туркестанского района. Фрунзенский округ.
44. Хобдабергенов, Рзабай Жолдинович, директор Чимкентского свинцового завода им. Калинина. Чимкентский — Калининский округ.
45. Хохлов, Иван Николаевич, министр монтажных специальных строительных работ Казахской ССР. Чимкентский — Ждановский округ.
46. Христофоров, Иван Фролович, механизатор совхоза «Первомайский» Ленгерский района. Александровский округ.
47. Шаймерденов, Жамалбек Шаймерденович, председатель исполкома областного Совета депутатов трудящихся. Туркестанский округ.
48. Шапошникова, Раиса Николаевна, швея-мотористка, чимкентской швейной фабрики «Восход». Чимкентский — Ленинский округ.